# Bartosz Nowicki
Pour les articles homonymes, voir Nowicki.
Bartosz Nowicki (né le 26 février 1984 à Gryfice) est un athlète polonais spécialiste du 1 500 mètres.

## Carrière
Bartosz Nowicki remporte la médaille d'or du 1 500 m lors des Championnats d'Europe juniors de Tampere, devant le Britannique Thomas Lancashire.
En 2010, il se classe troisième des Championnats d'Europe en salle de Paris-Bercy derrière l'Espagnol Manuel Olmedo et le Turc Kemal Koyuncu.

### Palmarès
| Date | Compétition                    | Lieu    | Rang | Épreuve |
| ---- | ------------------------------ | ------- | ---- | ------- |
| 2003 | Championnats d'Europe juniors  | Tampere | 1er  | 1 500 m |
| 2011 | Championnats d'Europe en salle | Paris   | 3e   | 1 500 m |

### Records
| Épreuve         | Performance   | Lieu      | Date            |
| --------------- | ------------- | --------- | --------------- |
| 1 500 m         | 3 min 36 s 68 | Rehlingen | 13 juin 2011    |
| 1 500 m (salle) | 3 min 38 s 90 | Karlsruhe | 13 février 2011 |